# Ariel Winter
Ariel Winter Workman (Los Angeles, 28 gennaio 1998) è un'attrice statunitense.
È nota soprattutto per il ruolo di Alex Dunphy nella serie televisiva Modern Family. È stata anche doppiatrice in diverse produzioni televisive e cinematografiche a cartoni animati, tra cui la serie Phineas e Ferb e il film Bambi 2 - Bambi e il Grande Principe della foresta.

## Biografia
Winter è nata a Los Angeles, in California, il 28 gennaio 1998, figlia di Chrisoula e Glenn Workman. È di origine tedesca. È la sorella minore degli attori Shanelle Workman e Jimmy Workman.

## Carriera
Winter ha ottenuto il suo primo incarico nel settore dell'intrattenimento in uno spot pubblicitario di Cool Whip nel 2002 quando aveva quattro anni. Ha avuto il suo primo ruolo televisivo in un episodio di Listen Up! a cui seguirono apparizioni in diversi  spettacoli come Monk e Bones. Nello spettacolo per bambini animato Phineas e Ferb, ha doppiato il personaggio di Gretchen prima di vincere il ruolo regolare di Alex Dunphy nella serie Modern Family, che ha debuttato nel 2009. Ha continuato a lavorare nell'animazione televisiva, includendo la voce di Marina la Sirena su Disney Junior e Jake in Jake e i pirati dell'Isola che non c'è. Nel 2012, Winter è stata scelta come Sofia, il personaggio principale di Sofia la principessa, una nuova serie animata della Disney. La serie è stata presentata per la prima volta a gennaio 2013 su Disney Junior. Ha anche prestato la sua voce ai personaggi dei film d'animazione, Disney Bambi 2 - Bambi e il Grande Principe della foresta e L'era glaciale 2 - Il disgelo.
Winter è apparsa nei lungometraggi, in particolare in Kiss Kiss Bang Bang e Speed Racer. Per il suo ruolo da protagonista nel film The Chaperone, è stata nominata ai Young Artist Awards 2012 come miglior attrice in un film.

## Vita privata
Nell'ottobre del 2012, la sorella di Winter, Shanelle Workman, è diventata la sua tutrice, sostenendo che la madre era stata violenta dal punto di vista fisico ed emotivo. Il 5 maggio 2014, il tribunale ordinò la tutela a Workman e rimosse definitivamente Winter dalla tutela della madre. In seguito la madre rilasciò una dichiarazione in cui affermava che "la famiglia è andata oltre il conflitto". Il 15 maggio 2015, Winter ha dichiarato su Twitter che è stata ufficialmente emancipata.
Nel giugno 2015, Winter è stata sottoposta ad un intervento chirurgico di riduzione del seno.
Nell'aprile 2016 Winter è stata accettata all'Università della California, a Los Angeles (UCLA) e la sua iscrizione era prevista per l'autunno del 2016. Tuttavia, il 12 settembre ha confermato di aver pianificato di iscriversi all'UCLA nell'autunno 2017. Sulla sua decisione di andare al college, ha spiegato, "Devi avere qualcos'altro che puoi fare. Sono sempre stata interessata alla legge, quindi penso che sarà sicuramente qualcosa che mi piacerebbe fare".

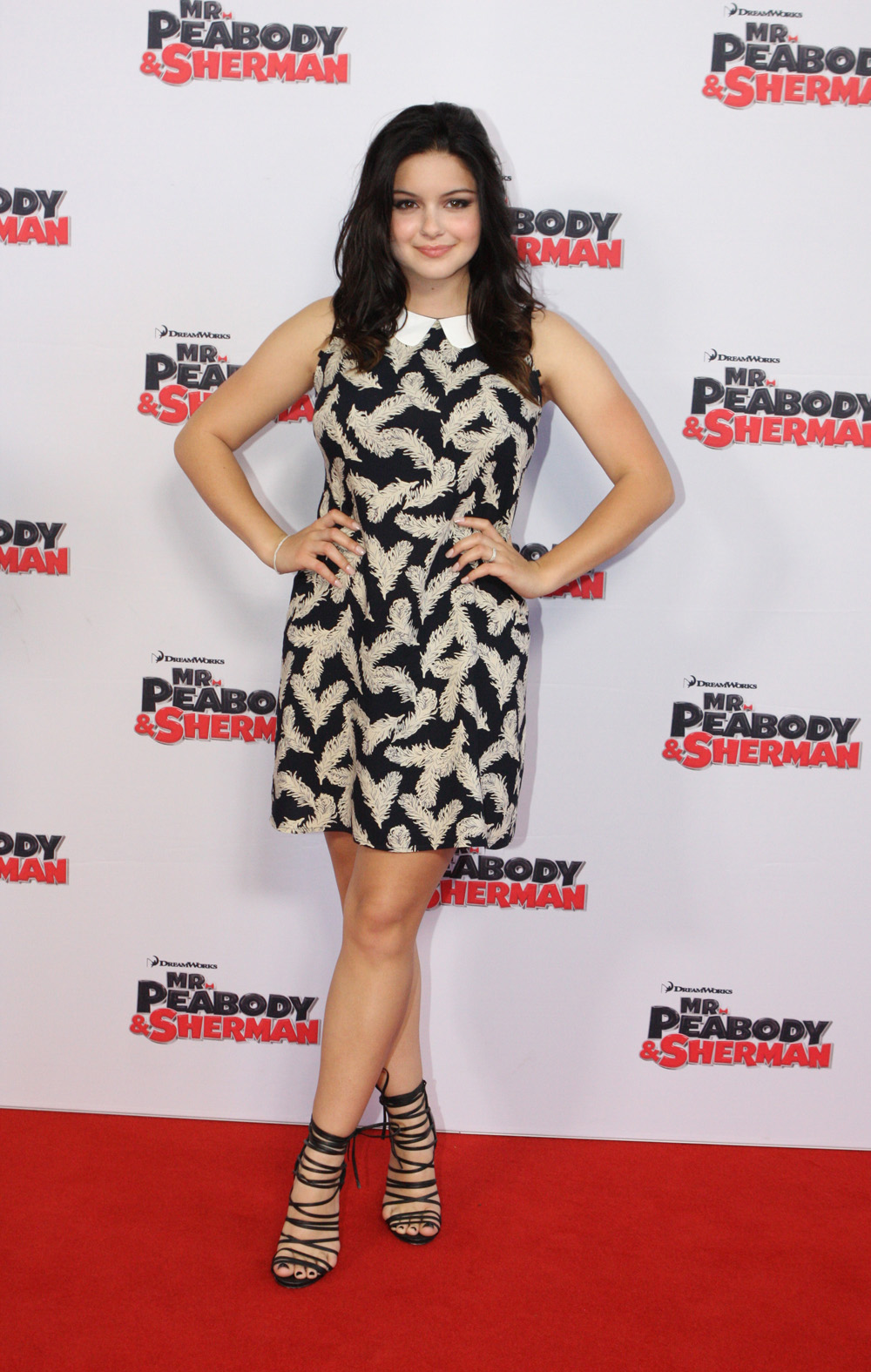
Ariel Winter nel 2014

Winter frequenta una chiesa greco-ortodossa.

## Filmografia

### Attrice

#### Cinema
- Kiss Kiss Bang Bang, regia di Shane Black (2005)
- Grilled, regia di Jason Ensler (2006)
- Chiamata senza risposta (One Missed Call), regia di Eric Valette (2008)
- Speed Racer, regia di Lana e Andy Wachowski (2008)
- Life Is Hot in Cracktown, regia di Buddy Giovinazzo (2009)
- Duress, regia di Jordan Barker (2009)
- Opposite Day, regia di Michael Givens (2009)
- Killers, regia di Robert Luketic (2010)
- Nic & Tristan Go Mega Dega (2010)
- The Chaperone - In gita per caso (The Chaperone), regia di Stephen Herek (2011)
- Fred 2: Night of the Living Fred, regia di John Fortenberry (2011)
- Excision, regia di Richard Bates Jr. (2012)
- Una bugia di troppo (A Thousand Words), regia di Brian Robbins (2012)
- Truck Stop, regia di Tony Aloupis (2014)
- Safelight, regia di Tony Aloupis (2015)
- The Last Movie Star, regia di Adam Rifkin (2017)

#### Televisione
- Listen Up! – serie TV, episodio 1x22 (2005)
- Freddie – serie TV, episodio 1x03 (2005)
- Detective Monk (Monk) – serie TV, episodio 4x14 (2006)
- So Notorious – serie TV, 5 episodi (2006)
- Jericho – serie TV, 1 episodio (2006)
- Bones – serie TV, episodio 2x07 (2006)
- Nip/Tuck – serie TV, episodio 4x13 (2006)
- Criminal Minds – serie TV, episodio 3x05 (2007)
- Ghost Whisperer - Presenze (Ghost Whisperer) – serie TV, episodio 4x06 (2008)
- E.R. – serie TV, 5 episodi (2009)
- Modern Family – serie TV, 250 episodi (2009-2020)
- R. L. Stine's The Haunting Hour – serie TV, episodi 1x11-2x17 (2011-2012)
- Law & Order - Unità vittime speciali (Law & Order: Special Victims Unit) – serie TV, episodio 21x02 (2019)

### Doppiatrice

#### Cinema
- Bambi 2 - Bambi e il Grande Principe della foresta (Bambi II), regia di Briam Pimental (2006)
- L'era glaciale 2 - Il disgelo (Ice Age: The Meltdown), regia di Carlos Saldanha (2006)
- Curioso come George (Curious George), regia di Matthew O'Callaghan (2006)
- La gang del bosco (Over The Edge), regia di Tim Johnson (2006)
- Ortone e il mondo dei Chi (Horton Hears Who), regia di Jimmy Hayward e Steve Martino (2008)
- Piovono polpette (Cloudy With a Chance of Meatballs), regia di Phil Lord e Christopher Miller (2009)
- Final Fantasy VII: Advent Children (2010)
- DC Showcase: Green Arrow (2010)
- ParaNorman, regia di Sam Fell e Chris Butler (2012)
- Batman: The Dark Knight Returns, Part 1, regia di Jay Oliva (2012)
- Batman: The Dark Knight Returns, Part 2, regia di Jay Oliva (2013)
- Mr. Peabody e Sherman (Mr Peabody & Sherman), regia di Rob Minkoff (2014)
- I Puffi - Viaggio nella foresta segreta, regia di Kelly Asbury (2017)

#### Televisione
- Phineas e Ferb - serie animata, 17 episodi (2007-2014)
- I pinguini di Madagascar - serie animata, 1 episodio (2009)
- Afro Samurai: Resurrection, regia di Fuminori Kizaki - film TV (2009)
- Phineas e Ferb: Il film - Nella seconda dimensione (Phineas and Ferb The Movie: Across the 2nd Dimension), regia di Dan Povenmire e Robert F. Hughes - film TV (2011)
- Jake e i pirati dell'Isola che non c'è - serie animata, 21 episodi (2011-2015)
- Elena e il segreto di Avalor, regia di Jami Mitchell - film TV (2016)
- La legge di Milo Murphy - serie TV, 1 episodio (2016)
- Sofia la principessa (Sofia the First) - serie animata, 107 episodi (2013-2018)
- Robot Chicken - serie animata, 1 episodio (2019)

#### Videogiochi
- Final Fantasy VII (2005)
- Kingdom Hearts Birth by Sleep (2010)
- The Quarry (2022)

## Doppiatrici italiane
Nelle versioni in italiano dei suoi lavori, Ariel Winter è stata doppiata da:
- Agnese Marteddu in Modern Family, The Chaperone - In gita per caso
- Sara Labidi in Excision
- Martina Felli in The Quarry (videogioco)